# Антонівка (Світловодський район)
Антонівка — колишнє село у Світловодському районі Кіровоградської області.

## Стислі відомості
Перша згадка про село Антонівка датується XVIII століттям.
У 1930-х роках — у складі Новогеоргіївського району. У часі Голодомору 1932—1933 років нелюдською смертю померло щонайменше 16 людей.
Приєднано до села Оврагове.